# Guido et Ginèvra

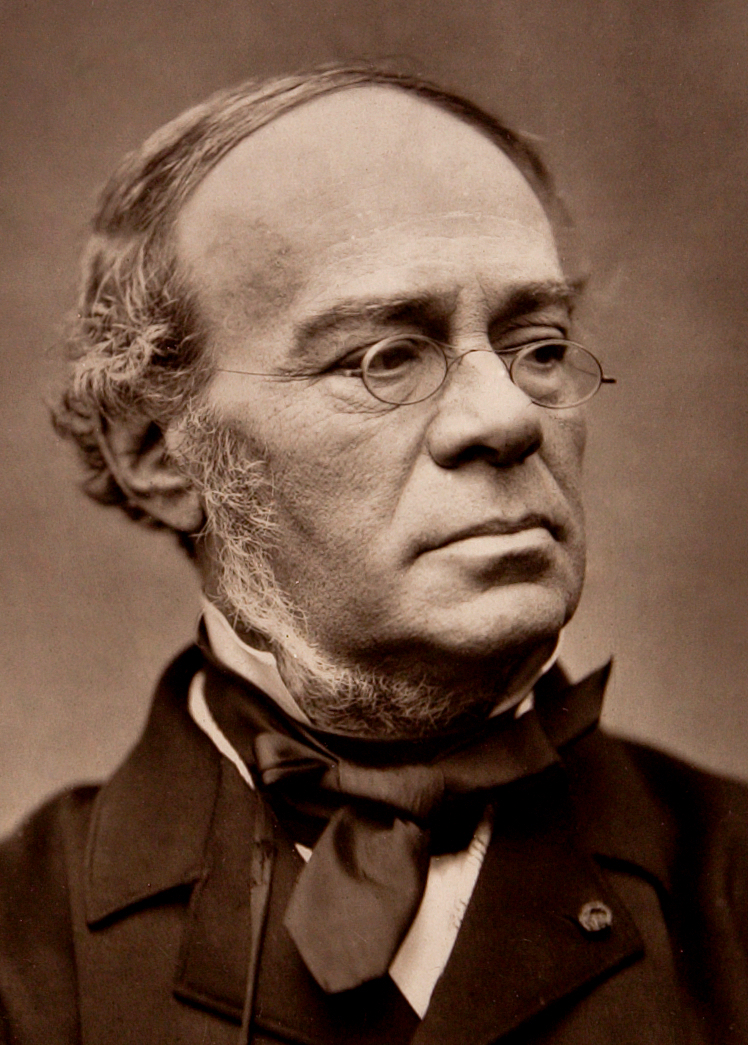
Fromental Halévy

Guido et Ginèvra, ou La Peste de Florence är en grand opera i fem akter med musik av Jacques Fromental Halévy och libretto av Eugène Scribe. Den hade premiär den 5 mars 1838 på Parisoperan i Salle Le Peletier.

## Uppförandehistorik
Guido et Ginevra var endast en blygsam succé för Halévy, inte i närheten lika applåderad som hans tidigare stora opera La Juive (1835) eller som La Reine de Chypre vilken kom härnäst (1841). Hur som helst, efter premiären spelades den snart på alla de stora scenerna i Europa. När operan hade nypremiär i Paris 1840 kortades den ned till fyra akter. Den översattes till italienska och uppfördes i en version i tre akter av Théâtre-Italien i Salle Ventadour den 17 februari 1870. Den spelades på tyska i Mannheim den 3 april 1879, och i Hamburg den 20 mars 1882.
Operan innehåller drag av kompositörens innovativa orkestrering med en mellofon i akt II, och Ginevras gravscen till mörka träblås- och bleckblåsinstrument med hjälp av dimackord.

## Personer
| Roller                                     | Stämma      | Premiärbesättning 5 mars 1838 (Dirigent: ) |
| ------------------------------------------ | ----------- | ------------------------------------------ |
| Cosme de Médicis                           | bas         | Nicolas Levasseur                          |
| Manfredi, Hertig av Ferrara                | bas         | Nicolas-Prosper Dérivis                    |
| Guido, en ung skulptör                     | tenor       | Gilbert Duprez                             |
| Forte-Braccio, condottiere                 | tenor       | Jean-Étienne-Auguste Massol                |
| Lorenzo, Hovmarskalk hos Médicis           | bas         | Molinier                                   |
| Téobaldo, sakristan i katedralen i Florens | bas         | Ferdinand Prévost                          |
| Ginevra, dotter till Médicis               | sopran      | Julie Aimée Dorus-Gras                     |
| Ricciarda, en sångare                      | mezzosopran | Rosine Stoltz                              |
| Léonore, husa hos Ginevra                  | sopran      | Mme Morin                                  |
| Antonietta, en ung bonde                   | sopran      | Maria Flécheux                             |

## Handling

### Akt 1
Hovet hos Medici
Ginevra ska gifta sig med hertigen av Ferrara.

### Akt 2
Under bröllopet svimmar hon av en förgiftad slöja. Hon hamnar i ett dödsliknande transtillstånd. Skulptören Guido sörjer henne. Det antas att hon är pestsmittad.

### Akt 3
Medicis gravkammare
Begraven i familjekryptan vaknar hon upp.

### Akt 4
Guido erbjuder henne skydd.

### Act 5
Byn Camaldoli
Ginevra återförenas med sin fader, som accepterar hennes giftermål med Guido. En procession av tacksägelser avslutar operan.